# Symbol
| Symbol |
| --- |
| Vägskyltar använder ofta symboler. Här en symbol för avsmalnande väg. - Betydelse – ett märke, ett tecken eller en geometrisk form som används som en kulturell a) representation för eller b) association till eller c) metonymi av ett föremål, en funktion, en process, en organisation eller grupp, eller något abstrakt, på grund av medveten eller omedveten likhet eller enligt konvention. - Betydelse 2 – ett föremål eller en person som exemplifierar något annat, en metonym - Typiska drag – förenklad, arbiträr, representativ, kulturell betydelse |

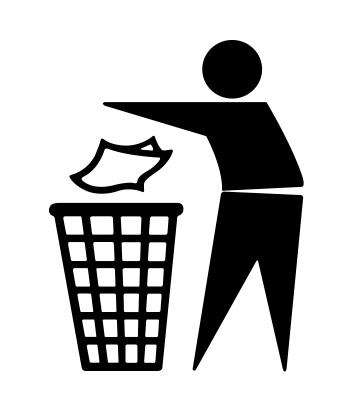
Tidyman den internationella symbolen för att inte skräpa ned.

Symbol, från grekiska σύμβολον, symbolon - "tecken". En symbol är en representation av en (annan) sak, ett abstrakt begrepp, en idé eller egenskap. Symboler används bland annat inom matematik, kemi och heraldik, och för logotyper, Vissa symboler förändrar betydelse över tid, såsom religiösa symboler som senare anammas inom andra områden. Studiet av symboler och andra tecken kallas semiotik.

## Näraliggande begrepp
Bild är en term med flera betydelser och kan omfatta såväl konkreta som abstrakta avbildningar av verkliga företeelser, som visuella uttryck av budskap. Skillnaden mot symboler är att bilder inte nödvändigtvis kräver en tolkning, medan symboler ofta kräver det. Charles Sanders Peirce menade att tecken har tre olika former: ikoner, index och symboler. Begreppet ikon omfattar flera betydelser förutom de ursprungliga avbildningarna av kristendomens heliga figurer, inklusive piktogram, förenklade små bilder för att identifiera datorprogram och ikonologi. Index, i Peirces definition, är sådana tecken som vi "inte [ser] direkt vad det är men med lite slutledningsförmåga kan vi räkna ut vad tecknet betyder. Ett index skulle kunna vara spåren i snön eller röken ut en skorsten, vars information pekar på att ett djur har gått där och att det eldas i huset." Symbolen, i kontrast, måste alltid läras in.
Ett ord är en symbol som refererar sin egen definition. Det "står för" detta begrepp enligt konventionen i ett givet språk. Bokstäver i ett fonetiskt alfabet, samt tecknen i andra skrivsystem är symboler, då dessa representerar ljud eller ord som de inte själva är. Glyfer, konkreta framställningar av skrivtecken (till exempel är a, A, a och a olika glyfer av skrivtecknet a), och allografer, grafiska varianter av tecken (till exempel var bokstäverna v och w utbytbara tidigare i svenskan), är också näraliggande begrepp.
Beteckningen symbolism används för att beteckna litterära och konstnärliga riktningar där användandet av symboler är speciellt påtagligt. Ordet används också för den uttydning av människors sätt att använda symboler som spelar en central roll inom psykoanalysen.

## Tolkning av symboler
Människans förmåga att använda och manipulera symboler för både konkreta och abstrakta begrepp framförs ofta som något som särskiljer henne från andra arter. Skillnaderna torde dock snarare ligga i graden av komplexitet på vår förmåga att använda och kombinera symboler än att använda symboler i sig. Djurförsök där man lär exempelvis apor att använda symboler i form av teckenspråk eller små kort med abstrakta figurer på, visar att åtminstone många primater ganska lätt kan lära sig en stor mängd symboler och göra en koppling mellan symbolen och dess betydelse.
Förståelsen av symboler kretsar kring förmågan att skilja på det refererade föremålet och det tecken som används för att referera till föremålet. Det krävs också kännedom om den kultur som omger begreppet. Om förhållandet mellan tecken, begrepp och referens har bland annat Charles Kay Ogden och Ivor Armstrong Richards skrivit, förklarat med den semantiska triangeln. En senare forskare är Ferdinand de Saussure.
För att tolka symboler krävs kännedom om fyra olika sorters kontext: inre kontext, yttre kontext, sändarkontext samt mottagarkontext.
Problem att tolka symboler kan uppstå i och med att hjärnan har lätt att se mönster, även när sådana inte finns. Detta fenomen kallas pareidoli.

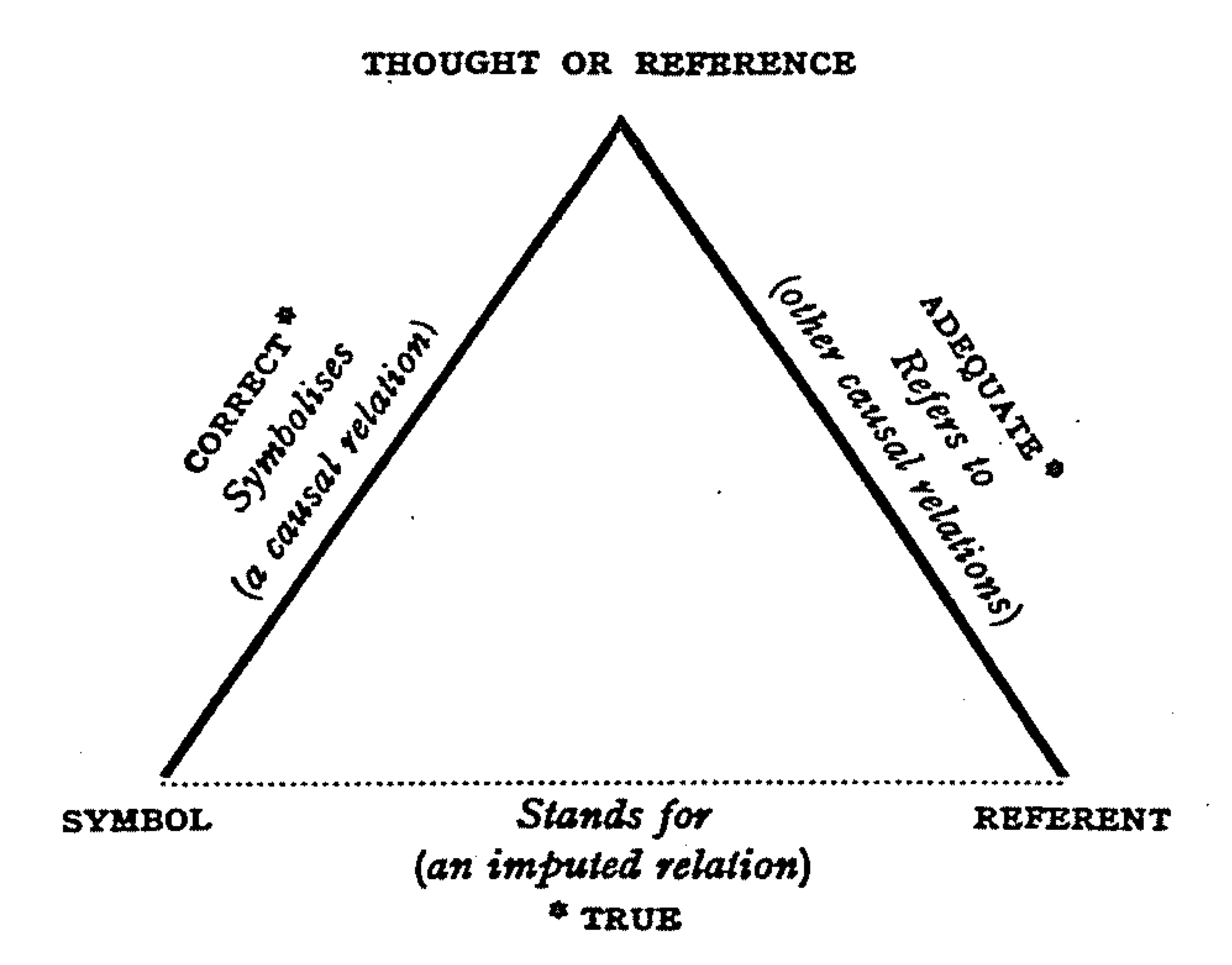
Den semantiska, eller semiotiska, triangeln.

### Symbol och det representerade
Sättet på vilket en symbol representerar det den gör varierar. Exempelvis:

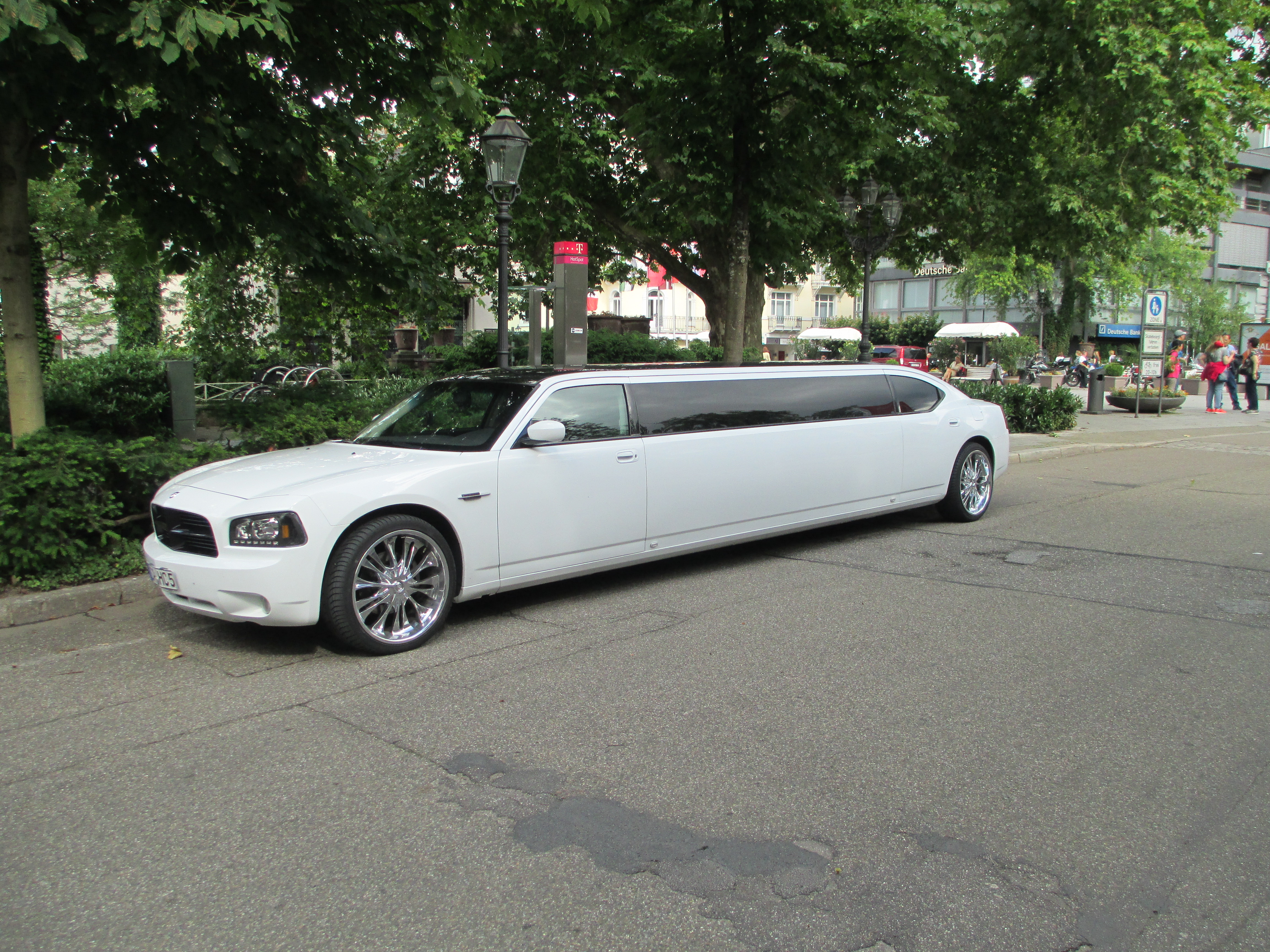
En limousin är ett slags symbol, i det fallet en metonymi, för rikedom.

- En ikonisk representation av en företeelse, såsom de små symboler som ofta används i en almanacka för att representera månens olika faser.
- En konkret företeelse, eller snarare en ikonisk representation av denna företeelse, står för ett abstrakt begrepp som den delar en egenskap med. Exempelvis kan vågskålar stå för rättvisa (jämvikt är den delade egenskapen). Sådana symboler sägs vara indexikala till sin natur.
- En konkret, uttryckligen fastställd, representation med indexikalt eller ikoniskt ursprung men som här används i en överförd betydelse, exempelvis tre kronor för det Sveriges ishockeylandslag och hammaren och skäran för kommunism. Även om symbolen här utgörs av en konkret bild måste den oftast förklaras för att kunna förstås.
- En kulturellt betingad representation, så som exempelvis de flesta skrivna ord i ett språk är. Symbolen behöver här inte ha någon närmare relation till sin betydelse utan måste uttryckligen förklaras och läras in för att kunna förstås.
- I somliga områden finns det system av noggrant definierade notationer som tjänar som stöd för minnet och för tänkandet, som instruktion för aktiviteter och som medel för kommunikation människor emellan, över tid och rum. Exempel: musikens noter, matematikens räkneverktyg, tecken på meteorologens kartor, kemistens formler, osv.[21]

## Olika symboler
Hans Beidermann presenterar i Symbollexikonet följande ämnesområden:

- Symbolik i djuppsykologisk mening
- Grafisk-geometriska teckensymboler
- Symboler på det etnografiska området
- Sagosymbolik
- Färg- och talsymbolik
- Alkemistiska symboler
- Astrologiska symboler
- Frimurarsymbolik
- Heraldiska symboler
- Symboliska platser och länder
- Magiska symboler
- Symboliska gestalter
- Symboldjur och fabelväsen
- Växt- och mineralsymboler
- Symboler i talesätt
- Förhistorisk symbolik
- Fornegyptiska och fornmesopotamiska symboler
- Symboler i antikens medelhavskulturer
- Symboler i Gamla världens kulturer utanför den klassiska antiken
- Kristna symboler
- Symbolik under medeltiden
- Symbolik och emblematik under nya tiden i Europa
- Judisk och islamsk symbolik, gnosticism
- Symboler i Syd- och Östasiens kulturer
- Afrikansk symbolik
- Symboler i den förkolumbianska Nya världen

### Flaggor, statsvapen och heraldik
En nationalflagga är – i generell bemärkelse – en flagga som har till funktion att vara symbol för en suverän stat. I en mer inskränkt betydelse avses endast sådan flagga som kan föras av var och en som en symbol för nationen. Andra flaggor benämns då efter sitt specifika användningsområde, exempelvis handelsflagga och örlogsflagga. En statsflagga är en särskild flagga som används av statliga myndigheter. Den förs ofta vid offentliga byggnader och av statliga, icke-militära fartyg.
Ett statsvapen eller riksvapen är ett heraldiskt vapen eller emblem för ett självständig stat. Ett statsvapen brukar vara försett med nationella kännetecken eller nationalsymboler. Till skillnad från statsflaggan, som främst är avsedd att framställas som flaggduk och fana, är statsvapnet avsett för trycksaker och liknande. Studiet av den typ av märken som kallas vapen kallas heraldik. Den enda nödvändiga och alltid centrala delen av ett vapen är vapenskölden. Skölden kan sedan omgivas av ytterligare symboler, såsom en hjälm eller krona ovanpå skölden, sköldhållare vid sidan om eller bakom skölden, devisband, ordenstecken m.m. Av hävd gäller att ju högre rang, enligt det gamla ståndssamhället, ägaren till ett vapen har, desto flera bisymboler kan han utrusta vapnet med; detta var förr också reglerat i lag. Också detaljutformningen av många bisymboler, särskilt hjälmar och kronor, används för att upplysa om ägarens rang eller natur – varje adlig och furstlig rang har sin rangkrona, en stad kan ha murkrona.

Tudorrosen blev en symbol för enandet av två stridande kungahus i Storbritannien, vilket innebar slutet på rosornas krig.

Under 1400-talets inbördeskrig var den vita rosen en symbol för dem som stödde huset York gentemot Huset Lancaster, vars symbol var en röd ros. Stridigheterna dem emellan gav kriget dess namn Rosornas krig. Konflikten avslutades i och med kung Henrik VII av England, som symboliskt enade den vita och den röda rosen i Tudorrosen, en symbol för Huset Tudor.
Ett exempel på en symbol vars betydelse skiljer sig från plats till plats är hakkorset, vars historia är mycket lång. Svastikan, som den ofta även kallas, är ett likarmat kors, som ibland får representera solen eller lycka, till exempel inom hinduismen. Efter att ha anammats som märke för nazisterna under 1920-talet, har hakkorset i Europa och USA kommit att förknippas med ondska medan det i Asien har helt andra konnotationer.
Även andra entiteter har flaggor och vapen, såsom landskap, myndigheter, företag och organisationer.
En särskild form av symboliska flaggor är de flaggor som används inom semafori. Semaforering är ett sätt att sända textmeddelanden på liknande sätt som telegrafi. Man tilldelar bokstäver, siffror och andra betydelser för de olika lägena på semaforens vingar, se semaforalfabet. Symbolerna används sällan enskilda, utan i grupper, varför tolkningen ofta måste ske simultant med sändningen. Ett känt exempel på semafori i populärkulturen är omslagsbilden till The Beatles album Help!, där de fyra bandmedlemmarnas armar bildar fyra bokstäver (dock inte H-E-L-P, utan närmast N-U-J-V).

### Symboler för organisationer
Flera organisationer har symboler i sina logotyper. Dessa symboler tenderar att följa vissa mönster, såsom apoteksverksamheter som traditionellt har en orm som slingrar sig runt en stav, efter att ormar (och halvguden Asklepios) under antiken blev förknippad med läkekonst. Det finns dock även märkningar inom läkemedelsbranschen som bygger på internationella överenskommelser.
Särskilt vanliga är symboler för politiska partier och rörelser, som ibland ses som logotyper, men även finns i mer förenklade eller allmängiltiga former, såsom de leksakselefanter och -åsnor som används av republikaner respektive demokrater i amerikansk politik. I svensk partipolitik är blommor den vanligaste symbolen med enbart två undantag bland riksdagspartierna:
- Centerpartiet - en fyrklöver
- Liberalerna - ett ljusblått L
- Kristdemokraterna - en vitsippa
- Miljöpartiet - en maskros med en ovalformad ljusgrön bakgrund
- Moderaterna - ett blått stiliserat M
- Socialdemokraterna - en röd ros
- Vänsterpartiet - ett vitt V i en röd nejlika
- Sverigedemokraterna - en blåsippa

### Religiösa symboler

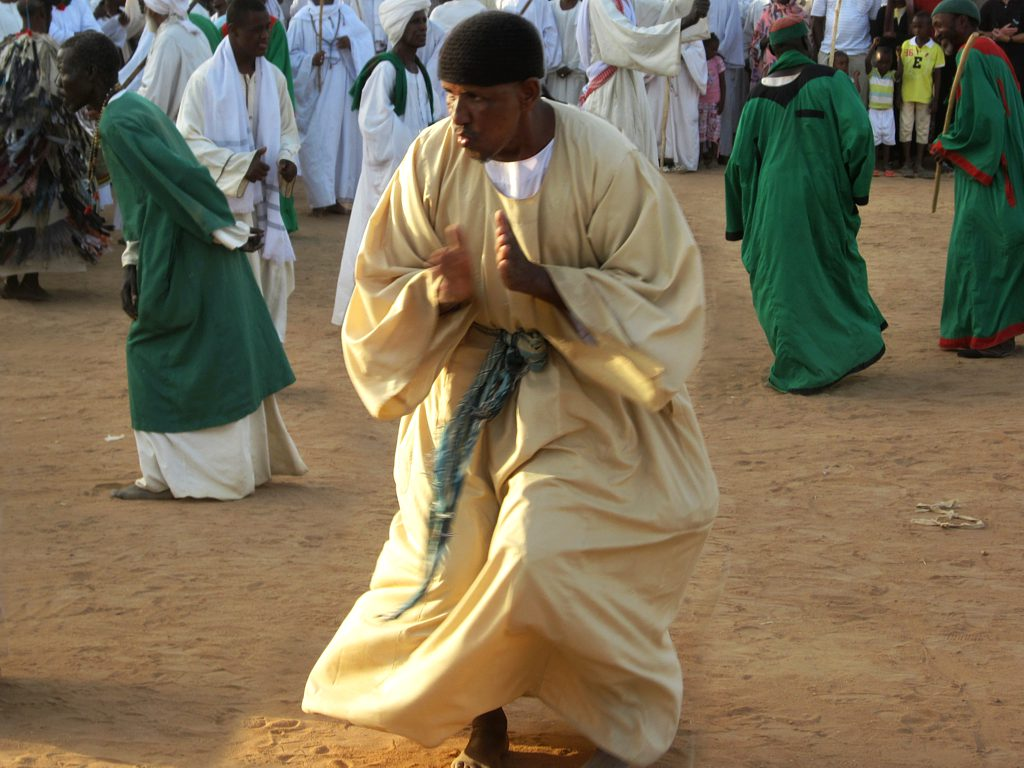
Sufisk dervisch med religiösa kläder.

Människan använder sig av symboler för att åskådliggöra och förkroppsliga sin religiösa tro. Detta kan uttryckas i ord, bilder, tecken, klädsel, smycken eller olika ritualer. Denna teologiska ande genomsyrar det mänskliga samhällens sociokulturella och sociopsykologiska tillvaro. Den enskilde människan begagnar sig av klädesplagg för att visa sitt förbund med sin religiösa tro. Prästen inom kristendomen, imamen inom islam och den judiske rabbinen utmärker sig med klädsel för att för visa sin särställning.
Det arkeologiska skapandet har kommit att spegla en del av det teologiska tänkandet.
I sin latinska form, symbolum (pluralis symbola) förekommer ordet i de kristna kyrkorna som namn på vissa bekännelseskrifter, symboliska böcker.
Inom kristendomen kännetecknar och symboliserar kyrkan den kristna tron i allra högsta grad. Inom kyrkan finns till exempel dopfunten, som symboliserar början på det kristna livet, ett stort ljus som symboliserar Jesus, duvor som symboliserar den helige anden, altare som symboliserar nattvardsfesten, samt krucifix som symboliserar det kors som Jesus korsfästes på. De grekiska bokstäverna Α och Ω tillsammans symboliserar Jesus roll som livets början och slut.
Moskén med de skyhöga minareterna står för den muslimska trossamfundet. Inom islam används få andra symboler, men månskäran eller stjärnor används på flera statsflaggor med muslims majoritet. Ursprunget tros vara att muslimerna intog Konstantinopel vars symbol var månskäran.
Synagogan med tolv fönster symboliserar de tolv judiska stammarna. Andra vanliga judiska symboler är Davidsstjärnan, den sjuarmade ljusstaken och dörrpostkapseln. Davidsstjärnan används både på Israels flagga och som symbol för judisk frihet, men under andra världskriget använde nazisterna Davidsstjärnan för att peka ut och förnedra judarna.

Det allseende ögat som flyter ovanför en ofärdig pyramid på baksidan av Great Seal of the United States ("Förenta staternas stora sigill").

Symbolen det allseende ögat, visar ett öga som omges av solstrålar, ofta innesluten i en triangel. Det allseende ögat brukar ofta tolkas som en symbol för Guds öga som vakar över mänskligheten. Tidiga versioner av det allseende ögat kommer från Horus-dyrkan (se Horusögat), och har sedan använts av såväl kristendomen i allmänhet som av frimurarna i synnerhet. Sedan 1900-talets andra hälft har det allseende ögat alltmer kommit att förknippas med konspirationsteorier om den förmodat hemliga organisationen Illuminati.

### Kläder och symboler
Kläder och olika stilar har alltid varit ett medel att visa samhörighet. Det är ingen slump att olika kulturer och subkulturer väljer att klä sig i liknande kläder, det blir symboler för samhörighet som tydligt syns och som inte alltid kräver förklaring. Medvetet eller omedvetet kommunicerar och uttrycker man sin identitet/tillhörighet eller avståndstagande. Ens klädstil styrs även utifrån etnicitet, kön, religion, kultur och social tillhörighet.
Förutom att kläder och stil är ett sätt att uttrycka sin identitet och samhörighet så finns det klädkoder inom arbetslivet där kläderna tydligt visar status och var man står i hierarkin på arbetsplatsen. Inom näringslivet kan kostym, slips och välstruken skjorta uttrycka ambition och förtroende.
Inom sjukvården är klädernas symboliska värde väldigt tydligt. Här signalerar färger och kläder tydligt var man befinner sig rent kunskapsmässigt, auktoritet samt vilket ansvar man har. Sjuksköterskor har traditionellt sett färgglada kläder, det är tydligt vilka som är skötare och vilka som är läkare. Doktorer klär sig sterilt, i vita rockar med rak skärning. Dessa kläder symboliserar professionalitet, det är rent och det är dessa som är högst upp. Medan sjuksköterskors kläder är mjuka till färgen, enkla och syns lätt har läkarna vuxnare kläder i den meningen att det ska synas att de högst upp på stegen.

Symbolen för det internationella Röda korset.

Det röda korset, som funnits som symbol sedan 1800-talet, används bland annat som ett sätt att visa sjukvårdspersonal, det vill säga icke stridförande parter, i krig och andra konflikter. Därför är det också olagligt att använda röda korsflaggan utan tillstånd. Det finns dock ett antal alternativa symboler.
Även inom militären symboliserar kläderna mycket. På uniformen syns tydligt vilken benämning de har och var i den hierarkiska trappen de befinner sig.

### Symboler för samhörighet
| Regnbågsflaggan |  | Venus symboliserar ofta kvinnan. |
| Regnbågsflaggan |  | Venus symboliserar ofta kvinnan. |

Genom historiens gång har individer använt sig av olika symboler för att förstärka och framhäva gemenskapen samt samhörigheten för den grupp eller det kollektiv de är medlemmar av.
Exempelvis feminister använder sig av en symbol som representerar dem och deras åsikter, det bidrar även till att gemenskapen blir starkare bland gruppen och på så sätt blir allmänheten mer bekanta med symbolen och dess innebörd.
Ungefär detsamma gäller Regnbågsflaggan som representerar homosexuella, transpersoner och bisexuella. Flaggan står för mångfald och stolthet och även för respekt och tolerans för medmänniskor. Flaggan har blivit en symbol för denna grupp av människor och är internationell.
Cancerforskningen runt bröstcancer har på senare år drivits av Rosa bandet-kampanjen som bekämpar bröstcancer. Rosa bandet vill sprida kunskap om sjukdomen och öka medvetenheten. Rosa bandet har blivit en symbol för dem som stödjer kampanjen mot bröstcancer.

## Galleri

En symbol för återvinning.
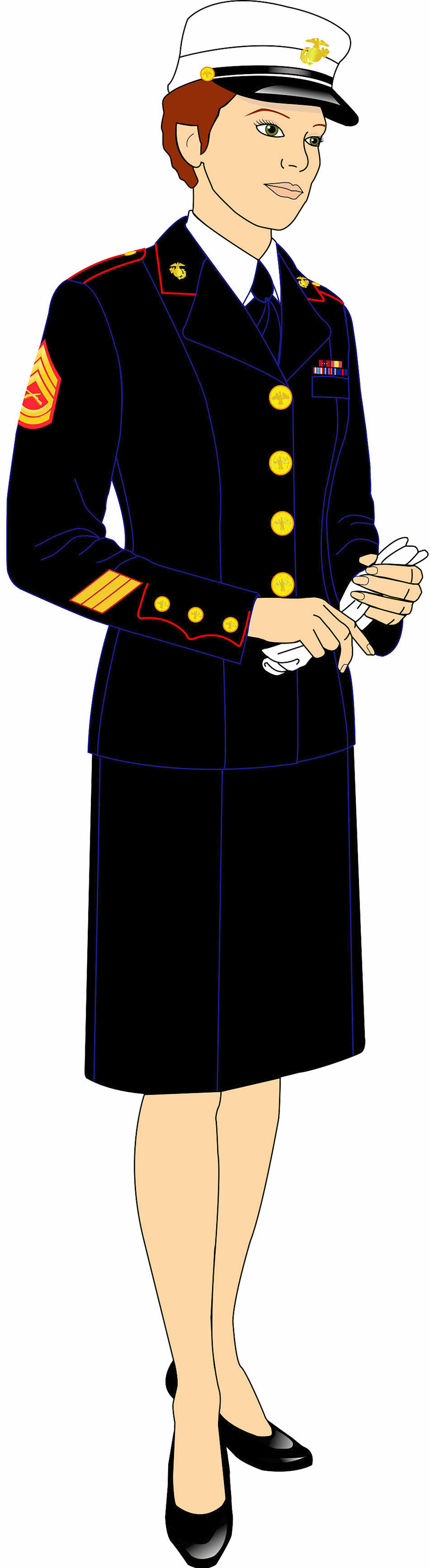
En fanjunkare i USA:s marinkår i sin uniform.
Kejsare Johannes VIII Palaiologos, med den bysantinska dubbelhövdade örnen och familjetecknet för Palaiologos-dynastin.
Semaforalfabetets symbol för A / 1.
Semaforalfabetets symbol för B / 2.
Semaforalfabetets symbol för C / 3.
Det alkemistiska tecknet för eld.
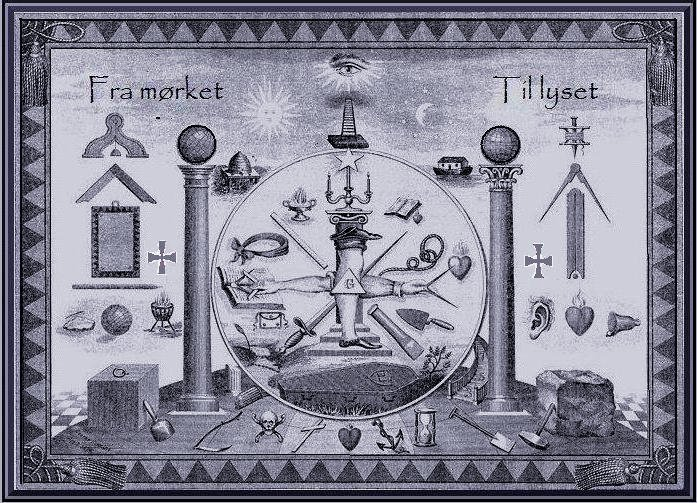
Olika frimurarsymboler.